# Sjeverin
Sjeverin (cyr. Сјеверин) – wieś w Serbii, w okręgu zlatiborskim, w gminie Priboj. W 2011 roku liczyła 380 mieszkańców.